# Papyrus 91
- Papyrus
- Onciale
- Minuscules
- Lectionnaire

Le papyrus 91 (dans la numérotation Gregory-Aland), désigné par le sigle {\displaystyle {\mathfrak {P}}}91, est une ancienne copie d’une partie du Nouveau Testament en grec. Il s’agit d’un papyrus manuscrit des Actes des Apôtres, qui contient seulement Actes 2:30-37; 2:46-3:2. Le manuscrit est daté par paléographie au milieu du IIIe siècle.

## Texte
Le texte grec de ce codex est représentatif des textes alexandrins. P. W. Comfort le décrit comme proto-alexandrin, même s’il est trop fragmentaire pour en être certain. Il n’est encore placé dans aucune catégorie par Kurt Aland.

## Emplacement
La plus importante portion du {\displaystyle {\mathfrak {P}}}91 est hébergée à l’Instituto di Papyrologia (P. Mil. Vofl. Inv. 1224) à l’université de Milan. La plus petite portion se trouve à l’Ancient History Documentary Research Centre à Macquarie University (Inv. 360) à Sydney,.

## Variantes textuelles
- 2:31 : omet του χρυ (du Christ/Messie (χρυ étant un Nomina Sacra)).

- 2:32 : D’après la reconstruction de Philip Comfort et David Barrett[5], omet εσμεν (sont).

- 2:33 : Le scribe a mal rendu ακουετε (tu entends) en ακουεται (il a entendu) à cause de ε et αι étant prononcé oralement de manière similaire.

- 2:36 : Le scribe a mal rendu Ισραηλ (Israel) en Ισστραηλ.

- 2:36 : και (et) est omis après οτι (parce que/que).

- 2:36 : Échanges κν αυτον και χρν (Son maître et Christ/Messie (Nomina Sacra)) en χρν [αυτον και κν] (Son Christ/Messie et maître (Nomina Sacra))

- 2:46 : Le scribe a mal rendu μετελαμβανον (ils partageaient) en μεταλαμβανον (ils partagent).

- 2:46 : Le scribe a mal rendu αφελοτητι (simplicité) par une dittographie en [αφελ]οτλοτητι.